# 나선형의 방파제
《나선형의 방파제》(Spiral Jetty)는 1970년에 제작된 대지미술 작품으로, 미국의 조각가 로버트 스미스슨의 대표작으로 인식된다. 스미스슨은 이 작품의 제작 과정을 32분짜리 컬러 필름으로 남겼고 그 필름의 제목 역시 〈나선형의 방파제〉라 하였다.